# Boldogasszony-patak
A Boldogasszony-patak Peresznyén ered, Vas vármegyében. A patak forrásától kezdve délkeleti irányba tart, majd Csepreg határában az Ásás-csatorna torkollik belé, majd  Büktől délnyugatra torkollik a patak a Répcébe. 

## Part menti települések
- Peresznye
- Csepreg
- Bük